# Bo Jonsson (Grip)
Bo Jonsson (Grip) (ca. 1330-1386) var en svensk storgodsejer. Han var en af initiativtagerne til at Albrecht af Mecklenburg blev konge, da adelen blev træt af Magnus Eriksson, men sørgede for at kongen gennem tiden måtte underskrive en række erklæringer, som overdrog mere og mere magt til rigsrådet, hvor Bo Grip tydeligere og tydeligere fremstod som Sveriges mægtigste mand – ved arv og købmandskab fik han samlet en formue, bestående af godt 1500 gårde og en række slotte, herunder Gripsholm og Bjärka-Säby. Samtidig sørgede han for at indløse en række af kongens gældsbreve og fik således yderligere magt og blev lensmand over Finland, Jönköpings län, Hälsingland og store dele af Öster- og Västergötland.
Efter Bo Grips død strides adelen med kong Albrecht om arven – en strid, hvor adelen søgte hjælp hos dronning Margrete af Danmark og Norge, i fællesskab fik Margrete og adelen overvundet Albrecht.